# Agrostis schraderiana
Agrostis schraderiana é uma espécie de gramínea do gênero Agrostis, pertencente à família Poaceae.